# Guy Mountfort
Guy Reginald Mountfort OBE (* 4. Dezember 1905 in London, England; † 24. April 2003 in Bournemouth, England) war ein englischer Werbekaufmann, Amateur-Ornithologe, Naturschützer und Umweltschützer.

## Leben
Nach der Schule, die er mit 16 Jahren verließ, verkaufte Mountfort Schreibmaschinen und arbeitete dann in der Werbung. Im Zweiten Weltkrieg war er Oberstleutnant in der Britischen Armee. Danach arbeitete er bei Procter & Gamble und wechselte zur international tätigen Werbeagentur Mather & Crowther, wo er bis zum Ruhestand 1966 Niederlassungsleiter in London war.
Ein kundiger Vogelbeobachter von Kindheit an, war Mountfort der Ko-Autor von Die Vögel Europas – Ein Taschenbuch für Ornithologen und Naturfreunde über alle in Europa lebenden Vögel (1954), mit Illustrationen von Roger Tory Peterson und Verbreitungskarten von Philip Hollom. Im Jahr 1961 gründete er zusammen mit  Victor Stolan, Sir Julian Huxley, Sir Peter Scott und Max Nicholson den World Wide Fund for Nature (WWF). Für seine Verdienste zur Ornithologie wurde er 1970 als Officer of the Order of the British Empire (OBE) ausgezeichnet.
1972 leitete er die Kampagne zur Rettung des Bengalischen Tigers, überzeugte dabei Indira Gandhi, neun Tiger-Reservate in Indien auszuweisen, zusätzlich zu acht weiteren in Nepal und Bangladesch. Guy Mountfort war der Vizepräsident des WWF in Großbritannien bis zu seinem Tod.
Verheiratet war er seit 1931 mit Joan, geborene Hartley Pink, mit der er zwei Töchter hatte.

## Bücher
- The Hawfinch, New Naturalist Monograph No.15, Collins, London 1957
- Portrait of a Wilderness: The story of the Coto Doñana Expeditions, Hutchinson, London 1952, ISBN 0-7153-4284-3
- Portrait of a River: the wildlife of the Danube from the Black Sea to Budapest, Hutchinson, London 1962, ISBN 0-7153-4284-3
- Portrait of a Desert: the story of an expedition to Jordan, Collins, London 1968
- The Vanishing Jungle: the story of the World Wildlife Fund Expeditions to Pakistan Collins, London 1969
- Tigers, Newton Abbott, 1973, ISBN 0-7153-6283-6
- So Small a World Hutchinson, London, 1974, ISBN 0-09-120590-5
- Back from the Brink – Successes in wildlife conservation, Hutchinson, London 1978, ISBN 0-09-132710-5
- Saving the Tiger Hrsg. Michael Joseph, London 1981, ISBN 0-7181-1991-6
- Wild India – The Wildlife and Landscapes of India, Guy Mountfort zusammen mit Hashim Tyabji, Gerald Cubitt, New Holland Publishers 2007, ISBN 978-1-84537-923-0

- A field guide to the birds of Britain and Europe. Guy Mountfort zusammen mit Roger Tory Peterson, Hollom, William Collins, Collins, London 1954.

Deutsche Ausgabe:
- Die Vögel Europas – Ein Taschenbuch für Ornithologen und Naturfreunde über alle in Europa lebenden Vögel. Guy Mountfort zusammen mit Roger Tory Peterson, Philip A. D. Hollom, Günther Niethammer, Parey, 1956.